# The Chi
The Chi è una serie televisiva statunitense trasmessa dal 7 gennaio 2018 su Showtime.
In Italia è trasmessa sul canale satellitare Fox dal 15 luglio 2018.

## Trama
Una serie di eventi inattesi provoca pesanti ripercussioni in una comunità nel South Side di Chicago e collega le vite di Emmett, Brandon, Ronnie e Kevin in modi inaspettati.

## Episodi
| Stagione         | Episodi | Prima TV USA | Prima TV Italia |
| ---------------- | ------- | ------------ | --------------- |
| Prima stagione   | 10      | 2018         | 2018            |
| Seconda stagione | 10      | 2019         | 2019            |
| Terza stagione   | 10      | 2020         | 2020            |
| Quarta stagione  | 10      | 2021         | 2022            |
| Quinta stagione  | 10      | 2022         | inedita         |
| Sesta stagione   | 16      | 2023-2024    | inedita         |

## Personaggi e interpreti

### Principali
- Brandon Johnson (stagioni 1-2), interpretato da Jason Mitchell, doppiato da Alessandro Capra. Un giovane che stava cercando di migliorare se stesso e aprire il suo ristorante insieme alla sua ragazza, Jerrika. Una promozione a cuoco di linea in un ristorante di lusso lo stava mettendo sulla strada giusta, ma l'omicidio del fratello Coogie ne ha compromesso il futuro. Dopo vari alti e bassi Brandon riuscirà a trovare stabilità collaborando con Emmett al Coogie's Corner, ma la sua fine sarà tanto inaspettata quanto incompresa.
- Ronnie Davis (stagioni 1-3), interpretato da Ntare Mwine, doppiato da Franco Mannella. Ex-veterano dell'esercito degli Stati Uniti e senza tetto per grande parte della serie, è responsabile dell'omicidio di Coogie Johnson in quanto lo riteneva responsabile della morte del figliastro Jason. Alla fine della prima stagione confessa l'omicidio e viene condotto in carcere (da cui esce poco tempo dopo). Nella terza stagione salva la vita a una sempre meno speranzosa Keisha dalle grinfie di Omari e viene riconosciuto come una sorta di eroe. Muore dopo che gli hanno sparato prima al petto e poi alla testa alle spalle da un ragazzo che cercava vendetta per Coogie.
- Emmett Washington (stagioni 1-in corso)[4], interpretato da Jacob Latimore, doppiato da Alessandro Campaiola. Emmett è un adolescente ossessionato dalle sneakers che sembra non riuscire a tenerlo nei pantaloni e che per questo motivo ha tre figli non pianificati da tre madri diverse. Con lo stimolo della sua forte madre Jada, fa del suo meglio per provvedere a suo figlio Emmett Jr. Nel corso della serie Emmett subisce un evidente maturazione risolvendo gran parte dei suoi problemi economici e relazionali. Nella terza stagione sposa Tiffany, madre di Emmett Jr.
- Kevin Williams (stagioni 1-in corso), interpretato da Alex Hibbert, doppiato da Luca Tesei. Kevin è un bravo ragazzo di una famiglia amorevole che vuole solo divertirsi con i suoi amici Jake e Papa e flirtare con ragazze carine. Si ritrova però in rotta di collisione con Ronnie Davis e Brandon Johnson dopo aver assistito all'omicidio a sangue freddo del fratello di Brandon.
- Jake Taylor (stagioni 1-in corso), interpretato da Michael Epps.
- Stanley "Papa" Jackson (stagioni 1-in corso), interpretato da Shamon Brown.
- Jada Washington (stagioni 1-in corso), interpretata da Yolonda Ross, doppiata da Laura Romano.
- Nina Williams (stagioni 1-in corso), interpretata da Tyla Abercrumbie.
- Jerrika Little (stagioni 1-2), interpretata da Tiffany Boone, doppiata da Loretta Di Pisa.
- Detective Cruz (stagioni 1-2), interpretato da Armando Riesco, doppiato da Francesco Pezzulli.
- Reginald "Reg" Taylor (stagioni 1-2), interpretato da Barton Fitzpatrick.
- Keisha Williams (stagioni 3-in corso; ricorrente stagioni 1-2), interpretata da Birgundi Baker.
- Otis "Douda" Perry (stagioni 3-in corso; ricorrente stagione 2), interpretato da Curtiss Cook.
- Trig Taylor (stagioni 3-in corso), interpretato da Luke James.
- Dre (stagioni 3-in corso), interpretata da Miriam A.Hyman.

### Ricorrenti
- Meldrick (stagione 1)[5], interpretato da Byron Bowers.
- Laverne Johnson (stagioni 1-2)[6], interpretata da Sonja Sohn.
- Ethel Davis (stagioni 1-3), interpretata da LaDonna Tittle, doppiata da Anna Rita Pasanisi.
- Quentin "Q" Dickinson (stagione 1), interpretato da Steven Williams, doppiato da Angelo Nicotra.
- Charles “Coogie” Johnson (stagione 1), interpretato da Jahking Guillory.

## Produzione
Il 30 gennaio 2018, viene annunciato il rinnovo per una seconda stagione, andata in onda dal 7 aprile 2019.
Il 30 aprile 2019, Showtime rinnova la serie per una terza stagione.
L'8 settembre 2020 la serie è stata rinnovata per una quarta stagione.

### Riprese
La serie è stata girata a Chicago nell'aprile 2017.

## Accoglienza
La serie è stata accolta positivamente dalla critica. Sull'aggregatore di recensioni Rotten Tomatoes ha un indice di gradimento dell'85% con un voto medio di 7,44 su 10, basato su 39 recensioni. Il commento del sito recita: "Come un compagno ottimista di The Wire, The Chi esplora le complessità della vita nel South Side di Chicago, con un tocco tenero e un chiaro affetto per i suoi personaggi accattivanti". Su Metacritic, invece ha un punteggio di 73 su 100, basato su 22 recensioni.